# Pahtajoki
Pahtajoki is een rivier annex beek die stroomt in de Finse gemeente Enontekiö in de regio Lapland. De rivier ontwatert het moersgebied ten noorden van Kaaresuvanto. De rivier stroomt meanderend naar het zuiden en mondt ten oosten van Kaaresuvanto in de Muonio. Ze maakt deel uit van het stroomgebied van de Torne. Ze is 25470 meter lang.
Afwatering: Pahtajoki → Muonio →  Torne → Botnische Golf